# فيرغوس جونستون
فيرغوس جونستون (بالإنجليزية: Fergus Johnston)‏ هو ملحن أيرلندي، ولد في 1959.